# هنری پنجم
هنری پنجم (به انگلیسی: Henry V) (۱۶ سپتامبر ۱۳۸۶ میلادی - ۳۱ اوت ۱۴۲۲ میلادی)، پادشاه انگلستان از سال ۱۴۱۳ میلادی تا هنگام مرگش در سال ۱۴۲۲ میلادی بود. او دومین پادشاه از خاندان لنکستر به حساب می‌آید.

## زندگی
پس از تبعید هنری چهارم به فرانسه در سال ۱۳۹۸ میلادی، ریچارد دوم مسئولیت هنری پنجم دوازده ساله را به عهده گرفت و با مهربانی با او رفتار کرد. یک سال بعد پس از آنکه هنری چهارم توانست به انگلستان بازگردد و با کنار زدن ریچارد دوم به تخت پادشاهی بنشیند، هنری پنجم به عنوان شاهزاده ولز منصوب شد. بعد از تجربه جنگ مقابل ولزی‌ها در خلال شورشی به رهبری اوین گلیندور و همچنین در مقابل هنری پرسی اولین ارل نورثامبرلند در جنگ شروزبری، هنری پنجم در یک کشمکش سیاسی با پدرش قرار گرفت که از سال ۱۴۰۵ میلادی سلامتی‌اش رو به وخامت گذاشته بود. بعد از مرگ پدرش در سال ۱۴۱۳ میلادی هنری پنجم که سلطه بر کشور را به دست آورده بود عازم جنگ با فرانسه شد و با پیروزی در نبرد آزینکورت، معاهده تروا را در سال ۱۴۲۰ میلادی به شارل ششم تحمیل کرد. بر اساس آن، پس از شارل ششم، پادشاهی فرانسه از آن هنری پنجم یا وارثان او می‌شد. البته پسر شارل ششم یعنی شارل هفتم این معاهده را زیر پا گذاشت و به پادشاهی فرانسه رسید. بعد از این جنگ هنری پنجم با دختر شارل ششم یعنی کاترین والوا ازدواج کرد که حاصل این ازدواج هنری ششم، پادشاه بعدی فرانسه و انگلستان بود. هنری پنجم در سال ۱۴۲۲ میلادی یعنی دو سال پس از ازدواج با دختر پادشاه فرانسه، در ۳۶ سالگی بر اثر اسهال خونی درگذشت و پسر خردسالش که نه ماه بیشتر نداشت جای او را گرفت.
ویلیام شکسپیر در سال ۱۵۹۹ نمایشنامه‌ای را به نام هنری پنجم نوشت. بر اساس این نمایشنامه تئاترها و فیلم‌های زیادی تولید شدند که از بهترین و معروفترین آنها می‌توان به فیلم‌های هنری پنجم ۱۹۴۴ ساخته لارنس الیویه، هنری پنجم ۱۹۸۹ به کارگردانی کنت برانا و تاج توخالی محصول ۲۰۱۳ و پادشاه ۲۰۱۹ اشاره کرد.

## تحصیلات
هنری پنجم در ۹ اوت ۱۳۸۷ در قلعه مونموث متولد شد، پسر ارشد هنری بولینگبروک، ارل دربی و دوک لنکستر و ماری بوهون. هنری جوان، پرورش یافته توسط یوهانا وارینگ، سپس توسط عموی خود، روحانی و رئیس دانشگاه آکسفورد هنری بوفورت، در یک رشته از رشته‌های غیر معمول با معیارهای زمان تحصیل کرد. موسیقی، ادبیات و زبان انگلیسی و سایر علوم انسانی. مشخص نیست که آیا هنری واقعاً در کالج کوئین تحصیل کرده‌است، در حالی که سرمایه‌گذاری شاه ریچارد دوم به عنوان یک شوالیه شناخته شده‌است.